# L. Carroll King
Lafayette Carroll King (* 9. September 1914 in Maryvale, Utah; † 30. Januar 1999 in Whitehall) war ein US-amerikanischer Chemiker (Organische Chemie) und Chemiedidaktiker.

## Leben und Wirken
King studierte Chemie an der Utah State University mit dem Bachelor-Abschluss 1936 und an der Michigan State University mit dem Master-Abschluss 1938 sowie der Promotion 1942. Von 1936 bis 1942 war er Assistent in Biochemie am Michigan State College. Ab 1942 war er an der Fakultät der Northwestern University, an der er zunächst Instructor war, später Professor wurde. Ab 1950 war er auch Berater in der Industrie. Im Jahr 1985 wurde King emeritiert und 1988 ging er endgültig in den Ruhestand.
Nach ihm und Giovanni Ortoleva ist die Ortoleva-King-Reaktion benannt zur Synthese von Pyridinium-Iodid Salzen (manchmal auch nur nach King benannt). Er befasste sich weiterhin mit Synthese von quartären Salzen, Thiazolen und Selenazolen, Struktur von Sterolen, Mechanismen organischer Reaktionen. Mit Irving Klotz synthetisierte er viele Verbindungen für die Behandlung und Erforschung von Therapien der Sichelzellanämie. Seine Forschung wurde bis Anfang der 1960er Jahre durch die National Institutes of Health (Cancer Institute) finanziert, als die Förderung auslief, wandte er sich ganz der Chemiedidaktik zu.
Er befasste sich insbesondere mit Chemiedidaktik sowohl an Universität als auch an Schulen. 1944 startete er an seiner Universität eine High School Night und er gab jährlich gut besuchte öffentliche Demonstrationsvorlesungen. Schon 1955 trat er im Lokalfernsehen in Chicago auf (Chicago Educational Television). An der Northwestern University konzentrierte er sich ab den 1960er Jahren auf Chemiedidaktik und er hielt nach dem Tod seines Vorgängers Robert K. Summerbell (1904–1962) die Einführungskurse für Chemie. In den Jahren 1961/62 war er Vorsitzender der Abteilung Chemiedidaktik der American Chemical Society (ACS). 1966 wurde er Vorsitzender des Beratungsgremiums für Chemie an Colleges.
Er organisierte 1969 die Indo-US Binational Conference on Chemical Education, der ersten Interamerican Conference on Chemical Education 1965 in Buenos Aires und der US-Japan Conference on Chemical Education (Japan 1964).
Seit 2001 gibt es die L. Carroll King Lectures an der Northwestern University, die zuerst Richard Zare hielt.
Er heiratete 1937 und hat fünf Kinder.

## Ehrungen und Ämter
- 1953 bis 1955 war er Vorsitzender der Chicago-Sektion der ACS
- 1969 erhielt er den ACS Award in Chemical Education
- 1969 wurde er Fellow der American Association for the Advancement of Science